# Верхняя Максаковка
Верхняя Максаковка — посёлок городского типа в Республике Коми России. Входит в состав городского округа Сыктывкар.
Расположен на правом берегу Сысолы в 8 км к юго-востоку от центра Сыктывкара и в 4 км к югу от пгт Краснозатонский. Через Верхнюю Максаковку проходит автодорога Краснозатонский — Яснэг.

## История
В 1931 году в 11 км от реки Сысола был организован Максаковский сплавной рейд и основан посёлок Максаковка. В связи ростом объемов лесосплавных работ в 1951 году был основан посёлок Верхняя Максаковка.
С 1931—1956 гг на территории поселка функционировало спецпоселение, где жили сначала раскулаченные крестьяне, а затем депортированные российские немцы.
17 января 1961 года Верхняя Максаковка была передана в административное подчинение Краснозатонскому поселковому совету.
19 июня 1981 года Верхняя Максаковка была отнесена к категории посёлков городского типа.
3 мая 1983 года Верхняя Максаковка включена в состав города Сыктывкара.
15 ноября 1990 года вновь зарегистрирована как посёлок (административно подчинённый Сыктывкару).
С 3 декабря 1990 года — повторно статус посёлка городского типа.

## Население
| 2002  | 2009  | 2010  | 2012  | 2013  | 2014  | 2015  |
| ----- | ----- | ----- | ----- | ----- | ----- | ----- |
| 4026  | ↘3953 | ↗4198 | ↗4228 | ↘4218 | ↗4241 | ↗4282 |
| 2016  | 2017  | 2018  | 2019  | 2020  | 2021  | 2024  |
| ↘4267 | ↗4277 | ↘4258 | ↘4217 | ↘4196 | ↘3777 | ↗3823 |

В 1989 и 2000 здесь жили 4300 человек.

## Экономика
В 2021 году Максаковке заработало брикетное производство. Производительность завода более 40 тонн в сутки. Предприятие несет важную экологическую миссию — перерабатывает отходы деревообрабатывающих производств, тем самым снимая проблему захламления территории поселка опилками и горбылем.

## Учреждения культуры

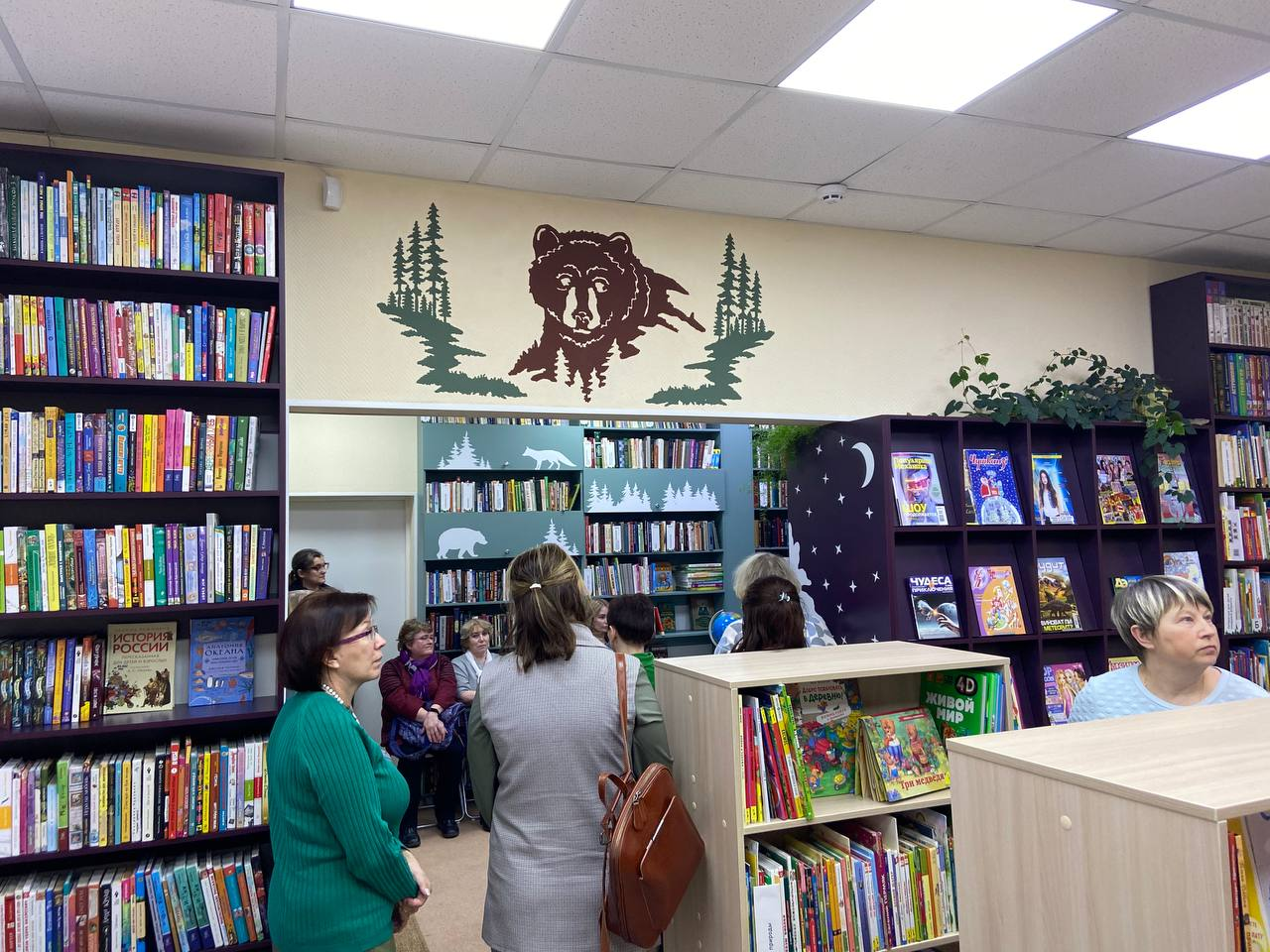
Библиотека

Филиал № 2 МБУК ЦБС, расположена в здании администрации Верхней Максаковки. Библиотека работает с 1957 года. В 2021 году библиотека стала модельной библиотека, она была модернизирована за счет средств субсидии из республиканского бюджета с софинансированием средств бюджета города на общую сумму свыше миллиона рублей. По индивидуальному заказу изготовлена мебель — дизайн сотрудники разрабатывали сами в рамках брендирования Сыктывкара как «столицы леса», закуплено оборудование — компьютеры, ноутбук, телевизор, шлем виртуальной реальности, микроскоп, интерактивный глобус.

## Достопримечательности

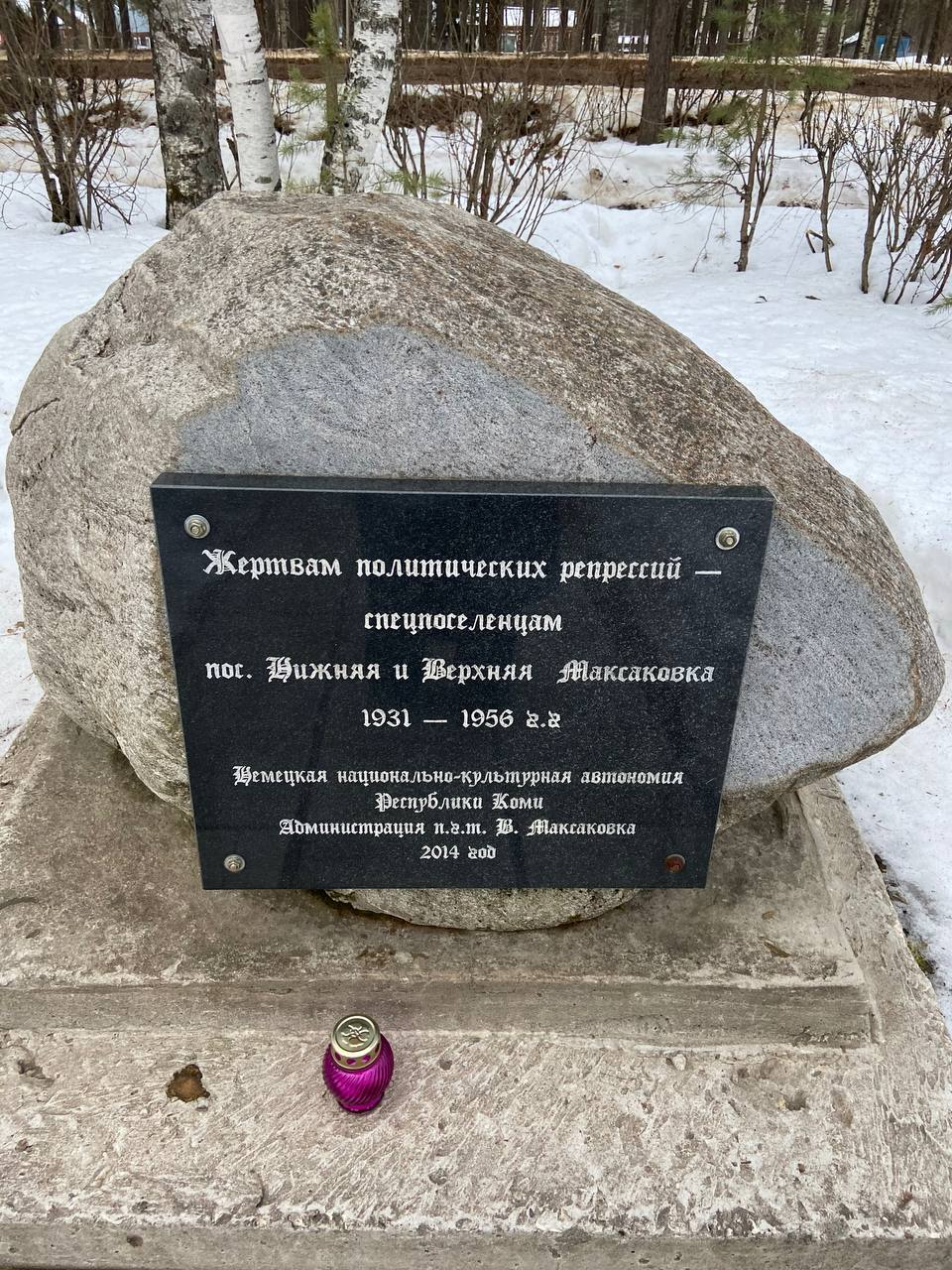

У здания администрации располагается памятник в виде камня с мемориальной доской с текстом: «Жертвам политических репрессий — спецпоселенцам пос. Нижняя и Верхняя Максаковка. 1931—1956 гг. Немецкая национально-культурная автономия Республики Коми. Администрация п.г.т. В.Максаковка», установлен 24 августа 2014 года. Инициатор установки: Немецкая национально-культурная автономия Республики Коми. Администрация п.г.т. В.Максаковка. Авторы памятника — Председатель немецкой НКА РК Олег Штралер, председатель общества немцев Эрна Лашку.